# Bulles de Fermi

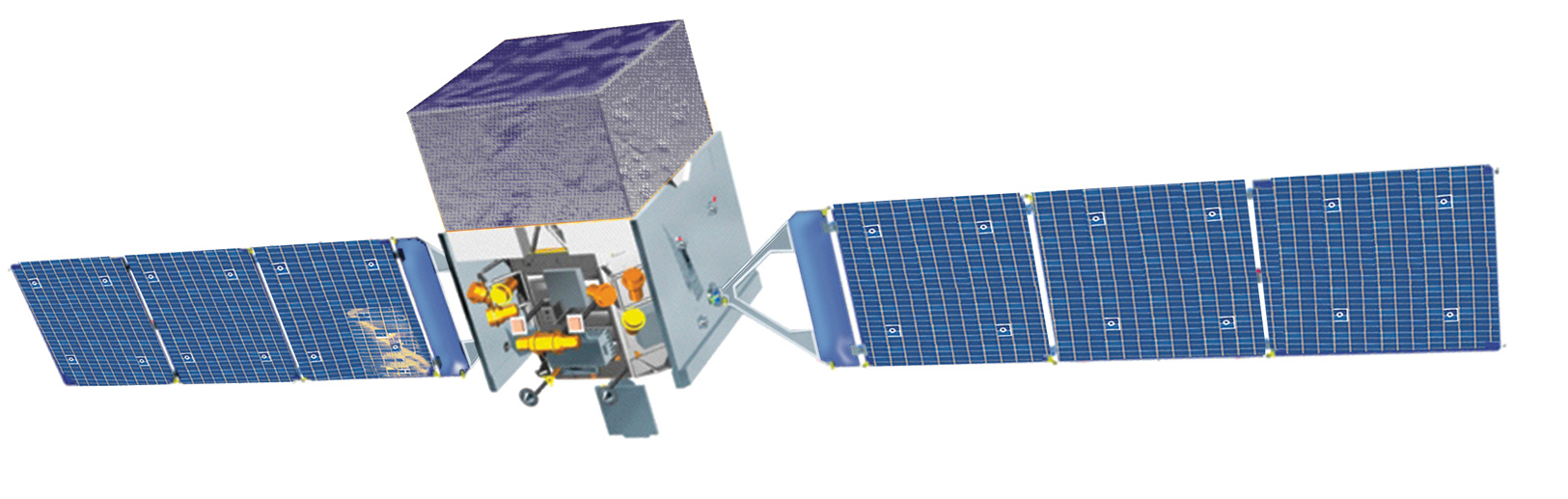
Dessin d'artiste du Fermi Gamma-ray Space Telescope.

Les bulles de Fermi sont des structures rayonnantes en forme de « 8 » qui sont situées de part et d'autre du centre galactique de la Voie lactée et orientées perpendiculairement au disque galactique. Découvertes en 2010 par Douglas Finkbeiner et ses deux associés Tracy Slatyer et Meng Su, elles ont chacune une taille d'environ 25 000 années-lumière.
Les bulles de Fermi sont invisibles à l’œil humain. Les informations qui en proviennent sont sous forme de rayons gamma, de rayons X et d'ondes radio. Elles couvrent plus de la moitié du ciel visible, s'étendant de la constellation de la Vierge jusqu'à celle de la Grue. Elles contiennent des éléments lourds tels le silicium, le carbone et l'aluminium. L'âge estimé des bulles de Fermi est de 3 millions d'années. Bien que de nombreuses hypothèses aient été formulées, l'origine des bulles de Fermi demeure inconnue.
Les bulles tirent leur nom de l'instrument avec lequel elles ont été découvertes, soit le Fermi Gamma-ray Space Telescope, un télescope spatial appartenant à la NASA et qui est destiné à l'étude des rayons gamma hautement énergétique émis par les objets célestes.

## Découverte

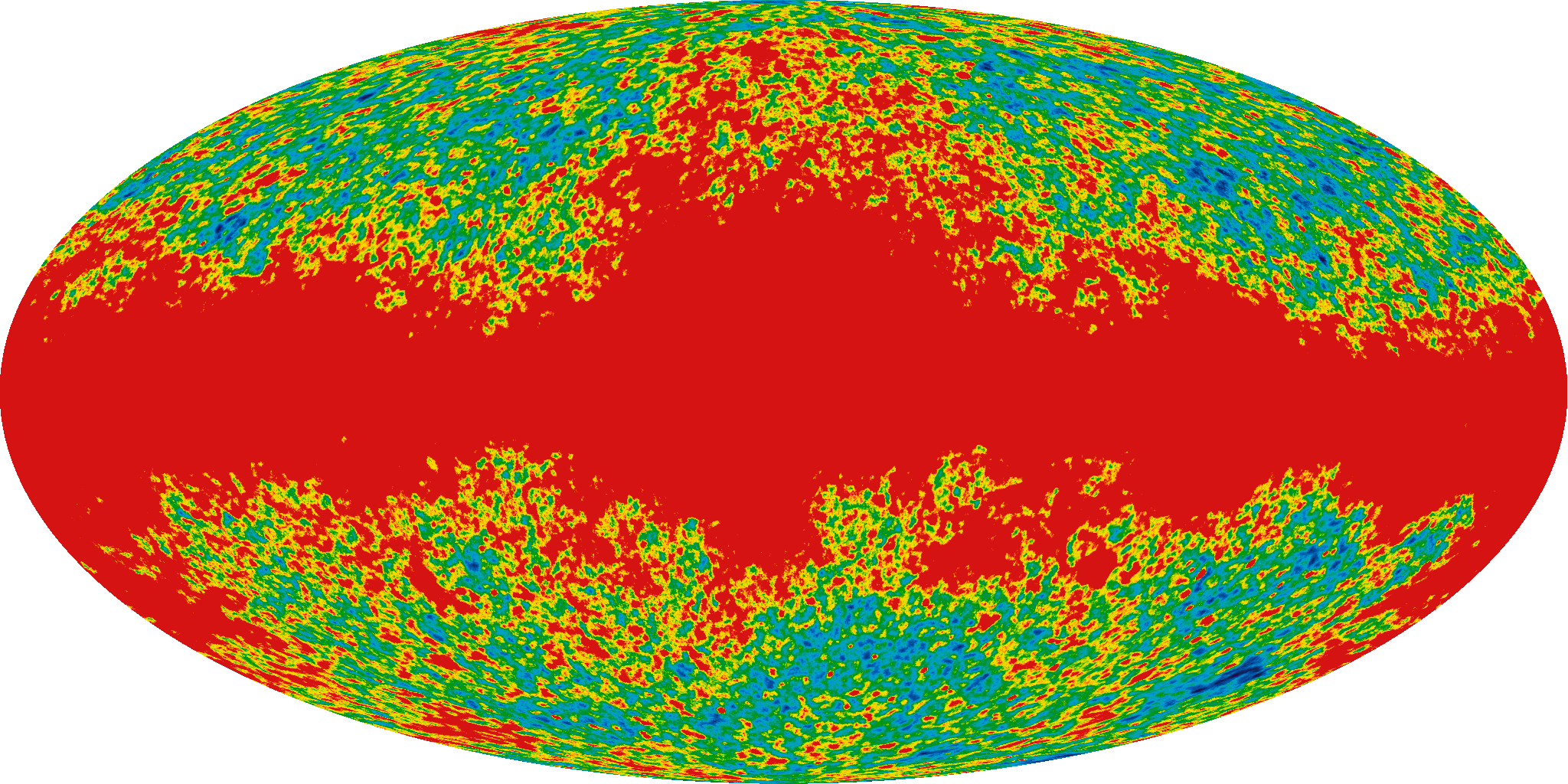
Figure 1 : Fluctuations du rayonnement de micro-ondes cartographiées par WMAP pour le ciel entier. Les régions rouges sont plus chaudes et les régions bleues sont plus froides.

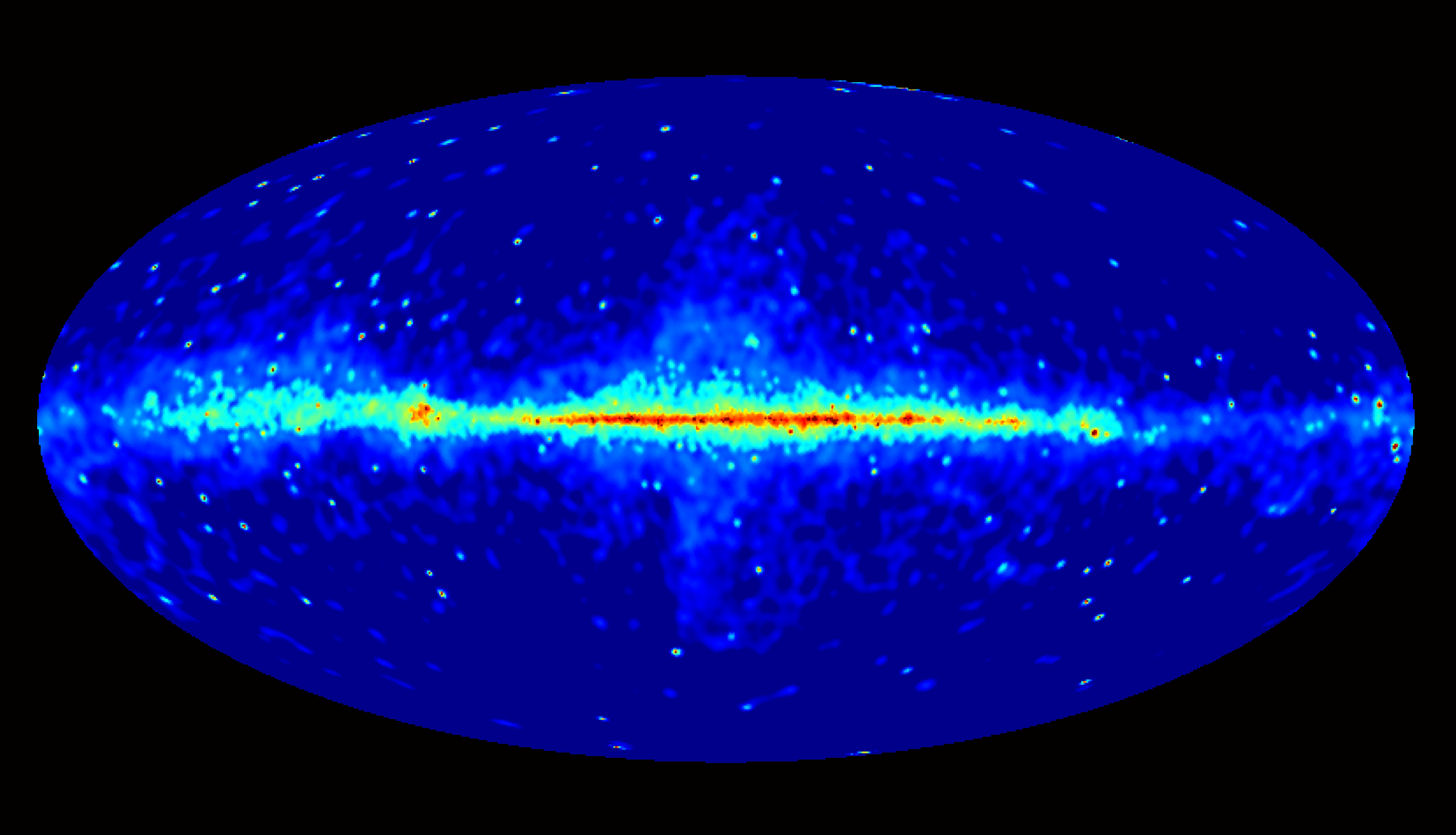
On remarque bien la structure des bulles de Fermi sur cette carte de rayonnements gamma obtenu avec le Fermi Gamma-ray Space Telescope.

Les bulles de Fermi ont été découvertes en 2010 par une équipe de scientifiques composée de Douglas Finkbeiner, Tracy Slatyer et Meng Su à l'aide du Fermi Gamma-ray Space Telescope. Lors de la découverte, les scientifiques étaient à la recherche de la matière noire quand ils ont observé un excès de rayons gamma dont le contour était facilement définissable. La structure est en forme de « 8 » et les deux lobes sont symétriques. Aucune théorie n'anticipait cette découverte, bien que le télescope spatial à rayons X Rosat, ainsi que le satellite WMAP (2003), eussent déjà décelé des indices de leur présence. En effet, on remarque une corrélation spatiale entre le spectre au niveau des micro-ondes de WMAP (voir la figure 1) et les bulles de Fermi. 
On retrouve beaucoup de bruit de fond dans le spectre d'émission du ciel. Celui-ci provient de différentes sources qui apparaissent superposées, ce qui complique leur identification et, conséquemment, leur retrait. Ainsi, par exemple, dans le domaine des rayons X et des rayons gamma, les images brutes souffrent de granularité engendrée par le bruit de grenaille. Distinguer toutes les sources de bruit n'est pas évident et ce travail a ralenti la quête d'informations sur les bulles de Fermi. 
Dans un premier temps, l'utilisation de l'algorithme D3PO, développé par Marco Selig de l'Institut Max-Planck d'astrophysique, permet de réduire le bruit. Il comporte 3 aspects : le débruitage qui consiste à retirer les bruits connus de l'espace, la déconvolution, qui consiste à reformer clairement les bordures des sources d'émissions étendues, et la décomposition, qui consiste à séparer les photons en différentes images, une pour le prolongement et une pour les sources d'émissions.
Une fois ces opérations réalisées, il demeure un brouillard de rayons gamma, formé par l'interaction de particules se déplaçant à des vitesses s'approchant de celle de la lumière avec la lumière et le gaz interstellaire de la Voie lactée. En utilisant des estimations des caractéristiques de ce brouillard, Finkbeiner et ses collègues ont réussi à l'isoler des autres données du Fermi Gamma-ray Space Telescope, ce qui a permis de dévoiler les bulles de Fermi. Ils ont pu isoler le brouillard, car ces émissions de rayons gamma sont beaucoup moins énergétiques que celles des bulles.
Ainsi, en excluant les ondes d'origine connue ainsi que le brouillard de rayon gamma, qui est présent partout dans le ciel, les chercheurs ont pu isoler les excès inconnus et les analyser. De cette façon la forme des bulles se distingue facilement (voir la vidéo).

## Caractéristiques

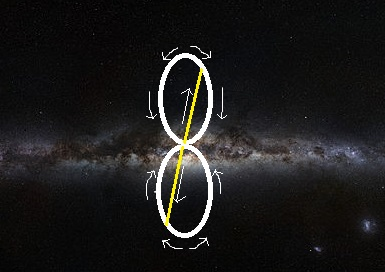
En jaune, les jets de particules. Les flèches blanches indiquent le sens du déplacement du gaz dans les bulles de Fermi.

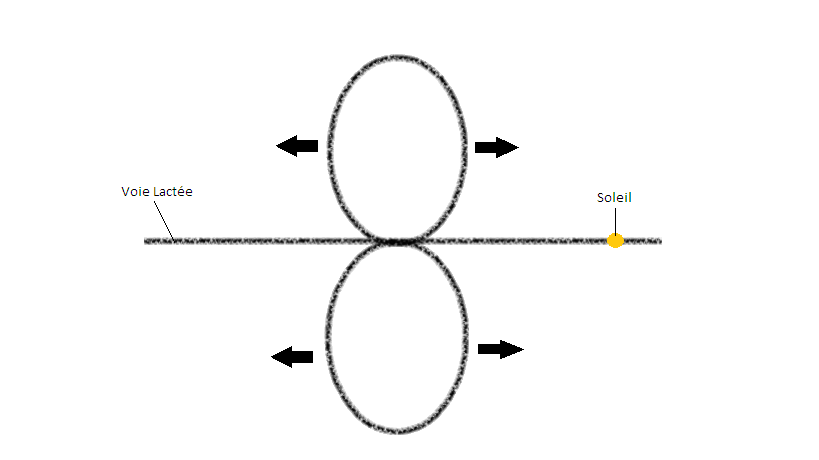
Figure 2 : Les flèches indiquent le sens dans lequel le gaz se déplace dans les bulles de Fermi. La vitesse du déplacement est d'environ 1000 km/s.

Les bulles de Fermi s'étendent sur 25 000 années-lumière au Nord et au Sud de la Voie lactée et seraient âgées de trois millions d'années. Elles sont situées à une latitude galactique (b) de 50° au dessus et en dessous du plan galactique,. Elles ont une largeur de 40° en longitude (ℓ). Elles sont centrées à une longitude nulle et une latitude presque nulle. Leur température estimée de l'ordre de 10 000 K (9 700 °C, 17 500 °F).
Elles sont imperceptibles à l’œil nu, mais sont observables sous forme de rayons gamma principalement, ainsi que sous forme de rayons X et d'ondes radio. L'énergie dégagée par leur rayonnement gamma se situe entre 1 et 100 GeV. La forme spectrale et l'intensité du rayonnement gamma sont constantes dans la quasi-intégralité des bulles de Fermi. Cette uniformité confirme que la production de rayons gamma par les bulles est constante. L'énergie reliée au rayonnement gamma dans les bulles est de l'ordre de 1054 ergs. L'énergie des électrons qui émettent les ondes radio des bulles de Fermi se situe entre 20 et 30 GeV. Pour ce qui est des rayons X, l'énergie qui y est associée est de 1055 ergs. L'énergie thermique totale des bulles de Fermi est estimée entre 1055 et 1057 ergs. Le gaz des bulles serait enrichi des éléments lourds produits dans les étoiles. En effet, ces dernières contiennent du silicium, de l'aluminium et du carbone. 
Le télescope spatial Hubble a été impliqué dans la recherche sur les bulles de Fermi. À l'aide de cet instrument, on a découvert que les structures sont en constante expansion. En effet, elles s'étendent à une vitesse d'environ 1 000 km/s. Le gaz à l'intérieur des bulles est constamment en mouvement. La partie opposée des particules s'éloigne de la Terre, tandis que l'autre partie s'approche comme le montre la figure 2. Le mouvement des gaz composant les bulles ressemble à celui que l'on verrait si de la matière était éjectée à l'extérieur du centre galactique de la Voie lactée. Des chercheurs supposent qu'il y a un jet de particules dans chacune des bulles qui s'étendrait jusqu'à 27 000 années-lumière, de manière presque perpendiculaire au plan galactique (les jets s'en éloignent d'environ 15°). 
Il a été observé que du gaz chaud (8 millions de kelvins) se trouve à la base des bulles de Fermi.

### Provenance du rayonnement gamma

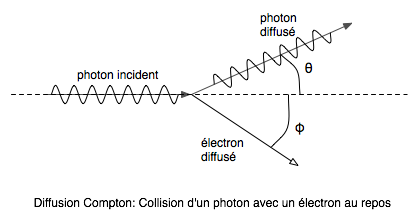
Figure 5 : Effet Compton : collision d'un photon et d'un électron qui engendre des transferts d'énergie entre les deux particules.

Les particules gazeuses formant les bulles de Fermi sont dirigées par un effet Compton inverse. En effet, les électrons se déplacent à une vitesse proche de celle de la lumière et entrent en collision avec de la lumière à basse énergie, comme des photons radio ou infrarouge. Les collisions font augmenter l'énergie des photons impliqués. On appelle ce processus l'effet Compton inverse car ce sont les électrons qui perdent de l'énergie au lieu des photons. Ce phénomène respecte la loi de la conservation de l'énergie. En effet, l'électron transfère une grande partie de son énergie au photon qui émet une particule gamma pour se désexciter et revenir à son état stable lors des collisions élastiques entre ces deux particules. Le noyau peut passer de son état excité à son état fondamental directement ou il peut passer par un ou plusieurs niveaux excités intermédiaires avant d'atteindre son état fondamental.

## Hypothèses sur l'origine

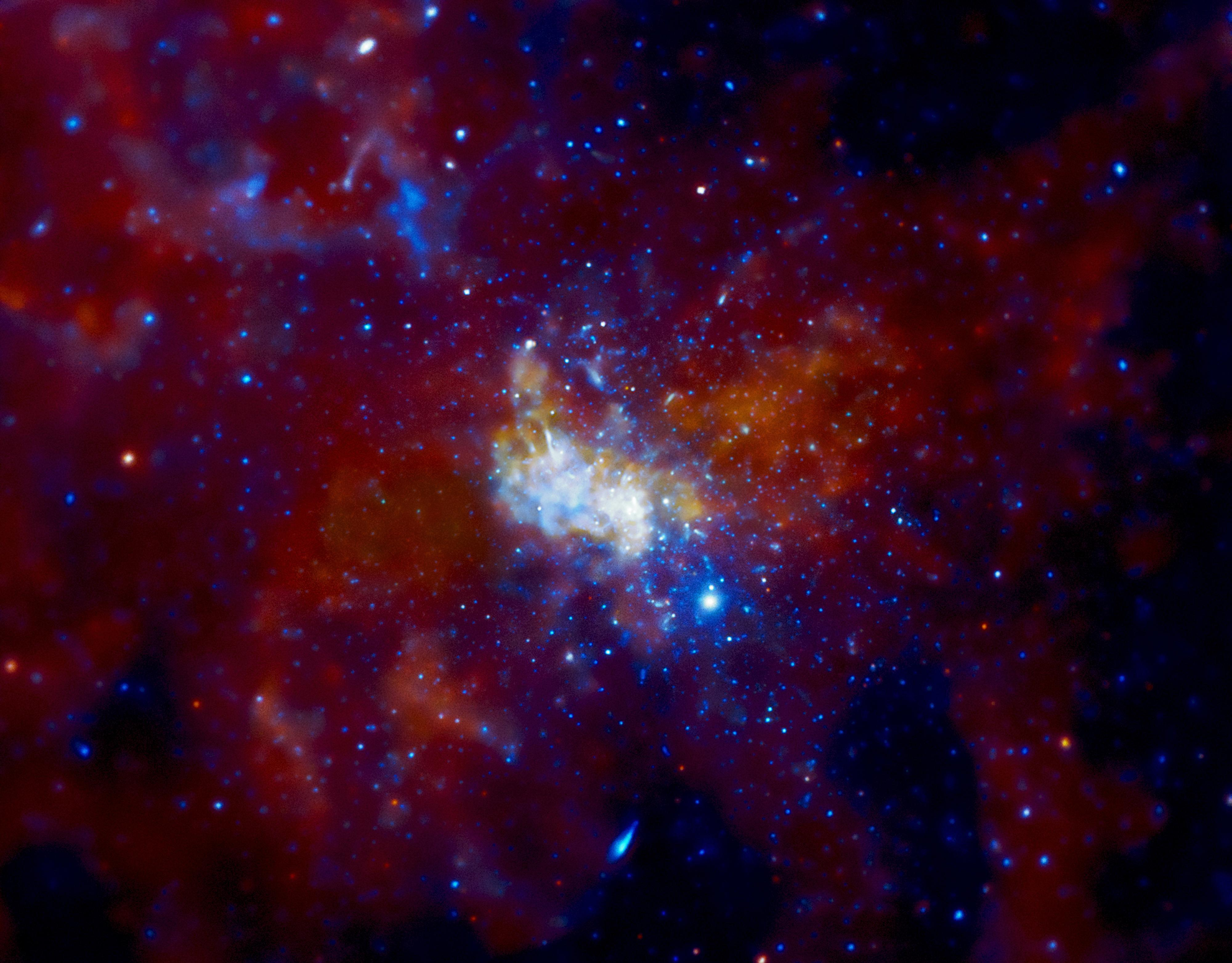
Figure 3 : Image prises par le télescope spatial Chandra des environs du trou noir supermassif situé au centre de la Voie lactée.

L'origine des bulles de Fermi demeure inconnue. De nombreuses hypothèses ont été proposées pour expliquer leur provenance. Étant donné leur structure parfaitement symétrique au Nord et au Sud du plan galactique de la Voie lactée, les bulles de Fermi tirent probablement leur origine du centre de la Galaxie.

### Forte activité passée du trou noir supermassif
Certains chercheurs suggèrent que les bulles de Fermi pourraient être formées d'un jet de particules provenant du trou noir supermassif du centre de la Voie lactée, nommé Sagittarius A*, dont on peut voir les manifestations sur la figure 3. Ce jet de particules serait projeté par un champ magnétique puissant produit par le tournoiement de la matière près du trou noir. Cette théorie impliquerait que le trou noir ait été beaucoup plus actif par le passé. En effet, pour avoir créé de telles structures gazeuses, on estime qu'il aurait dû être des dizaines de millions de fois plus actif qu'aujourd'hui. 
D'autres indices indiqueraient que Sgr A* aurait été plus actif dans le passé : d'une part, des changements, dans l'intensité, le spectre et la morphologie des nébuleuses situées près du centre galactique, observés par ASCA et INTEGRAL, d'autre part l'émission de rayons X diffus, issus du vent de plasma situé au centre de la Voie lactée, qui implique une énergie trop élevée pour être expliquée par les seules explosions de supernovas. L'origine de ce plasma serait le résultat des collisions des particules ionisées dont la température serait augmentée par le déplacement du vent. Des émissions similaires ont été observées en provenance de la galaxie Messier 82 (M82). 
Si cette hypothèse se confirme, cela pourrait impliquer une réduction significative de la vitesse d'expansion de la galaxie en raison du déplacement de la matière formant les jets. De plus, la possibilité de formation d'autres structures semblables aux bulles de Fermi pourrait être envisageable. Si le trou noir se remet en forte activité, il pourrait créer de nouvelles bulles identiques. Par contre, les chercheurs ne croient pas que cela puisse se produire avant des dizaines de millions d'années.

### Période passée de sursauts de formation d'étoiles

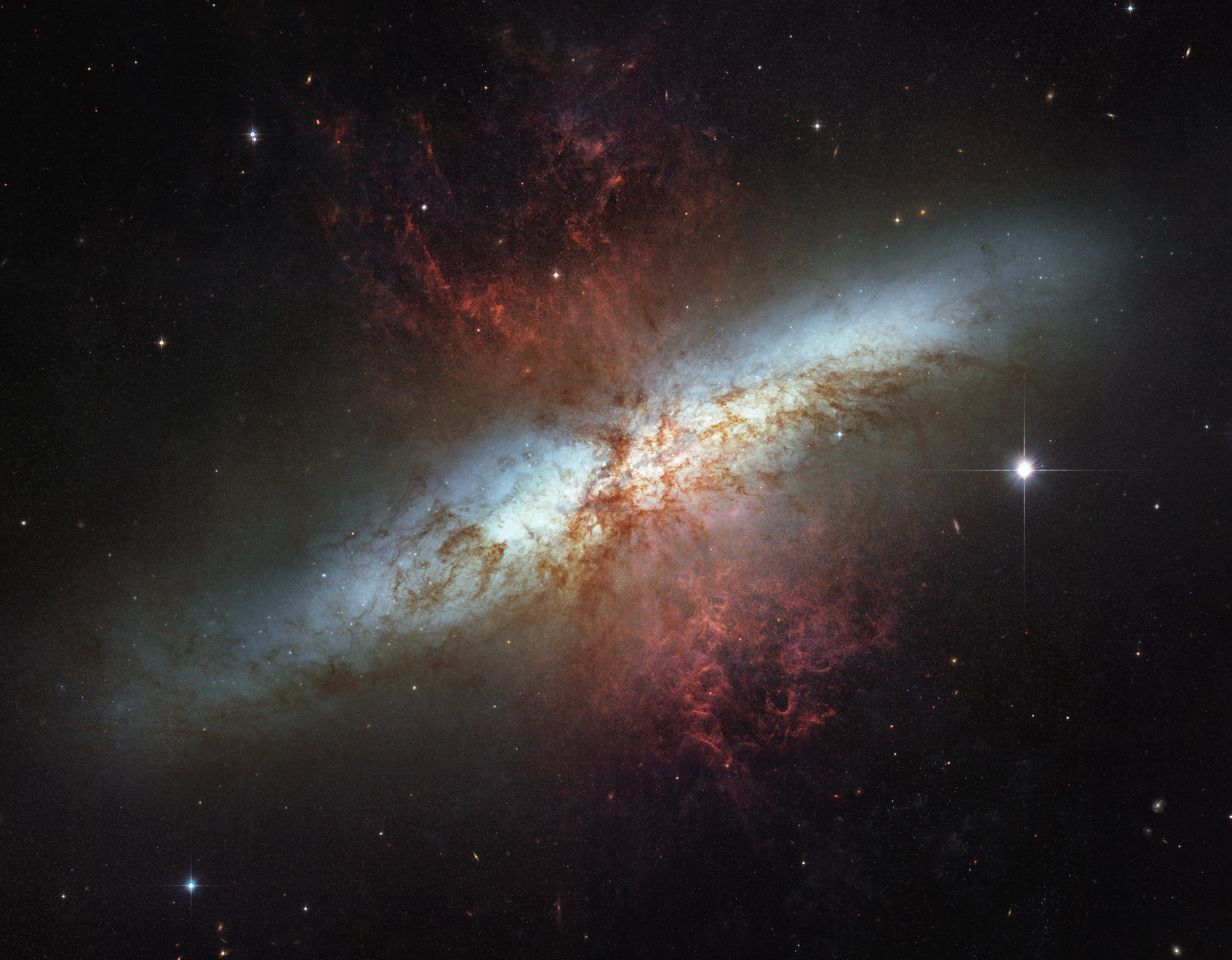
Figure 4 : Sursaut de formation d'étoiles de la galaxie Messier 82.

Une autre hypothèse suggère que les bulles seraient le résultat des gaz expulsés lors d'un sursaut de formation d'étoiles. Le rayonnement gamma émis par les bulles de Fermi serait formé par l'explosion de nombreuses étoiles massives peu de temps après leur formation. Les sursauts de formation d'étoiles induisent des vents galactiques avec l'énergie rejetée par les explosions des supernovas et par les vents stellaires qui suivent le sursaut. Ces explosions engendreraient des jets de gaz accélérés qui serait l'origine des rayonnements gamma. Ce phénomène a été observé dans d'autres galaxies.
Certains galaxies actives et certaines galaxies à sursauts de formation d'étoiles présentent des jets de particules comparables aux bulles de Fermi. Ainsi, M82 possède une structure semblable à celle des bulles de la Voie lactée (figure 4). L'énergie totale des vents galactiques au centre de ces galaxies est estimée entre 1055 et 1056 ergs, ce qui est très près de l'énergie estimée des bulles de Fermi. 
Il est envisageable de dire que la Voie lactée aurait déjà eu une phase de sursauts de formation d'étoiles. Cette phase temporaire aurait été engendrée par une augmentation du nombre de formations d'étoiles massives au centre de la galaxie. Cependant, selon les connaissances actuelles, il n'y aurait pas eu d'explosions de supernovas massives[Quoi ?] près du centre galactique dans les dernières 107 années[réf. souhaitée]. Il n'y a pas de preuves non plus sur la présence d'un quelconque vent galactique au centre de la Voie lactée, ce qui indique qu'il n'y aurait pas eu d'activité au niveau de la formation d'étoiles récemment.
Si les bulles de Fermi avaient été créées par une précédente activité accrue de sursaut de formation d'étoiles au centre de la Voie lactée, on aurait observé plus de rémanents de supernova. Les observations du spectromètre SPI de l'observatoire INTEGRAL contredisent cette hypothèse puisqu'elles ne révèlent pas de trace d'aluminium 26 radioactif (26Al), qui est principalement produit par les étoiles massives, les supernovas et les novas dans la galaxie. Pour produire des photons au niveau gamma, 26Al se décompose en 26Mg ce qui permet l'émission de rayonnements gamma.

### Autres

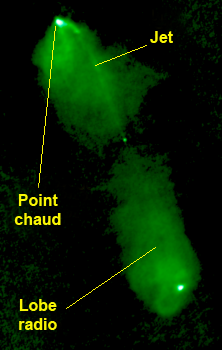
Figure 6 : Point chaud, le lobe radio ainsi que le jet étiquetés de la radiogalaxie 3C 98.

On peut observer des structures qui ressemblent aux bulles de Fermi dans d'autres galaxies que la Voie lactée. Des bulles de gaz sont présentes dans plusieurs galaxies actives, comme par exemple dans certaines radiogalaxies, dont la galaxie 3C 98 (figure 6).
Les galaxies possédant des bulles de gaz comme celles de la Voie lactée ont cependant des environnements galactiques très différents de cette dernière. Il n'est pas encore possible de déterminer si elles sont issues du même processus physique, ni si elles sont de même composition. Il n'existe pas encore de moyen pour détecter les rayonnements gamma dans des galaxies éloignées. Les bulles de gaz des autres galaxies se seraient formées par l'absorption de la matière proche par le trou noir supermassif central. Puisque le trou noir de la Voie lactée est beaucoup moins massif que ceux de ces galaxies[réf. souhaitée], on ne s'attendait pas à observer les mêmes structures gazeuses. De plus, on a découvert que les photons émis par les rayons X des bulles de gaz dans d'autres galaxies assez proches ont un facteur d'un million de fois moins d'énergie que ceux émis par les bulles de Fermi[réf. souhaitée]. À cause de toutes ces différences entre les structures et en raison du manque de technologies, il est impossible d'affirmer que des structures totalement identiques aux bulles de Fermi ont déjà été observées dans d'autres galaxies.